# 436
Het jaar 436 is het 36e jaar in de 5e eeuw volgens de christelijke jaartelling.

## Gebeurtenissen

### Europa
- Bourgondische opstand van Gundohar breekt opnieuw uit. Aëtius mobiliseert een leger dat voornamelijk uit Hunnen bestaat en trekt voor de tweede keer op tegen de Bourgonden. Hij sluit het leger van de Bourgonden in en verslaat hen bij de stad Worms. Het Koninkrijk der Bourgondiërs wordt door hem vernietigd en koning Gundohar met zijn familie worden uitgemoord.
- In Zuid-Gallië breekt de Gotische oorlog van 436-439 uit. Koning Theodorik I belegert de stad Narbonne (Zuid-Gallië), de Visigoten bezetten de belangrijke handelswegen naar de Middellandse Zee en de Pyreneeën.

### India
- Het koninkrijk Ceylon wordt geregeerd door de Shad Dravida (zes Tamils) (waarschijnlijke datum).

## Geboren
- Childerik I, koning (hertog) van de Salische Franken (waarschijnlijke datum)

## Overleden
- Gundohar, koning van de Bourgondiërs